# Goldie Michelson
Goldie Michelson, geboren als Goldie Corash, (Jelisavetgrad, 8 augustus 1902 – Worcester, 8 juli 2016), was een Amerikaanse supereeuwelinge van Russische afkomst. Michelson werd geboren in Elizabethgrad, nu heet dat Kropyvnytsky in het Keizerrijk Rusland. Haar vader was een joodse dokter die voor zijn dienstplicht in het Russische leger in 1904 naar de Verenigde Staten moest verhuizen.
Goldie Michelson studeerde sociologie. Ze trouwde met David Michelson, die in 1974 overleed. Ze kregen samen één dochter, Renee. Na het overlijden van Susannah Mushatt Jones op 12 mei 2016 was Michelson de oudst levende persoon in de Verenigde Staten. Marie-Josephine Gaudette, die ouder was dan Michelson, woonde al sinds 1958 in Italië. Michelson was de op negen na oudste persoon ter wereld. Ze is tevens de oudste Russische persoon ooit.